# Angela Daigle
Pour les articles homonymes, voir Daigle.
Angela Daigle (née le 28 mai 1976) est une athlète américaine spécialiste du sprint (50m, 60m, 100m et 200m).

## Biographie

### Contexte de sa médaille d'or aux championnats
Aux championnats du monde d'Helsinki, Angela remporte la médaille d'or au 4 × 100 m avec l'équipe américaine.

## Palmarès

### Championnats du monde d'athlétisme
- 2005 à Helsinki ( Finlande) :
  -  au 4 × 100 m

### Championnats nationaux
- 2005 à Boston :
  -  sur 60 m en 7 s 09

### Autres
- Mémorial Van Damme 2005 à Bruxelles ( Belgique) :
  - 6e en 11 s 36 sur 100 m

## Records personnels
- 50 m : 6 s 29 (2001)
- 55 m : 6 s 85 (2008)
- 60 m : 7 s 09 (2005)
- 100 m : 11 s 23 (2004 et 2005)
- 200 m : 22 s 59 (2005)